# Jesus Vargas
Jesus M. Vargas (Manilla, 22 maart 1905 – 25 maart 1994) was een Filipijns generaal en minister. Vargas was de opperbevelhebber van de Krijgsmacht van de Filipijnen van 1953 tot 1956. Nadien was hij van 1957 tot 1959 minister van Defensie in het kabinet van Carlos Garcia. Van 1965 tot 1972 was Vargas secretaris-generaal van de Zuidoost-Aziatische Verdragsorganisatie (SEATO)

## Biografie
Jesus Vargas werd geboren op 22 maart 1905 in Binondo in de Filipijnse hoofdstad Manilla. Hij was het vijfde kind van Braulio Vargas en Petrona Miranda. Na het voltooien van zijn middelbare schoolopleiding aan Manila North High School studeerde hij van 1927 tot 1929 aan de Philippine Constabulary Academy, voorloper van de Philippine Military Academy. Hij begon zijn carrière als 3e luitenant van de Philippine Constabulary (PC) in het garnizoen in Santa Cruz in Laguna. Later was hij commandant van een PC detachement in San Miguel in Bulacan. Bij gevechten met rebellen in Tayug raakte Vargas gewond. Ook was hij tot 1932 instructeur op Philippine Constabulary Academy. In 1934 schoot hij de beruchtte bandiet Teodoro Asedillo dood in de Sierra Madre.
Hij volgde een officiersopleiding in Fort Stotsenberg in de provincie Pampanga en was nadien commandant van een batterij in Pampanga. In 1937 werd hij gepromoveerd tot 1e luitenant. In juni 1939 ging Vargas naar de artillerieschool van het Amerikaanse leger in Fort Sill in Oklahoma. Na terugkomst werd hij kampcommandant van Camp Dau in de United States Army Forces in the Far East (USAFFE). Tijdens de Tweede Wereldoorlog raakte hij gewond bij gevechten met de Japanners. Na zijn herstel keerde hij terug aan het front en werd daar na nieuwe gevechten gepromoveerd tot majoor. Uiteindelijk was Vargas een krijgsgevangene in een concentratiekamp in Capas in Tarlac.
Tijdens de bezettingsjaren was Vargas militair gouverneur van La Union en later de commandant van de presidentiele garde van de door de Japanners aangestelde president van de Tweede Filipijnse Republiek, Jose Laurel. Toen de Amerikaanse troepen terugkeerden voor de bevrijding van de Filipijnen leidde Vargas een groep vrijwilligers die samen de Japanse mariniers uit Malacañang Palace verdreven. Van 1946 tot 1947 volgde hij een opleiding aan het United States Army Command and General Staff College. Daarna werd hij aangesteld als bevelhebber van Militairy training Command van het Filipijnse leger. In 1947 werd hij permanent benoemd tot majoor en in juni 1949 volgde promotie tot luitenant-kolonel.
In 1951 werd Vargas aangesteld als deputy Chief of Staff van de Krijgsmacht van de Filipijnen en later ook gepromoveerd tot kolonel. In mei 1952 werd hij aangesteld als brigadier-generaal en Vice-Chief of Staff en op 31 december 1953 werd Vargas door toenmalig president Elpidio Quirino benoemd als opperbevelhebber van de Krijgsmacht van de Filipijnen. In 1954 kreeg hij de rang van luitenant-generaal. Hij voerde besprekingen in de Verenigde Staten over de verdediging van de Filipijnen en was militair adviseur op conferenties van de SEATO in Australië. Op 29 december 1956 ging hij met pensioen en eindigde zijn periode als opperbevelhebber. Hij werd daarop door president Ramon Magsaysay aangesteld als Voorzitter van de National Waterworks and Sewarage Administration
Op 28 augustus 1957 benoemde president Carlos Garcia Vargas tot minister van Defensie. Zijn periode als minister duurde bijna twee jaar tot 18 mei 1959. Van 1962 tot 1965 was Vargas nog voorzitter van de Raad van Toezicht van de Ramon Magaysay Foundation. Van 1 juli 1965 tot 5 september 1972 was Vargas secretaris-generaal van de Zuidoost-Aziatische Verdragsorganisatie (SEATO).
Vargas overleed in 1994 op 89-jarige leeftijd. Hij was getrouwd met Rosalina Morillo en samen kregen ze vier kinderen.